# ايفان كاستيليا
ايفان كاستيليا (بالإيطالية: Ivan Castiglia)‏ (6 يناير 1988 بكوزنسا في إيطاليا - ) هو لاعب كرة قدم إيطالي في مركز الوسط. شارك مع منتخب إيطاليا تحت 16 سنة لكرة القدم ومنتخب إيطاليا تحت 17 سنة لكرة القدم ومنتخب إيطاليا تحت 18 سنة لكرة القدم ومنتخب إيطاليا تحت 19 سنة لكرة القدم ومنتخب إيطاليا تحت 20 سنة لكرة القدم ومنتخب إيطاليا تحت 21 سنة لكرة القدم. أما مع النوادي، فقد لعب مع نادي ريجينا ونادي ساليرنيتانا ونادي سيتاديلا ونادي فيتشينزا ونادي كاتانزارو ونادي كاتانيا ونادي كومو ونادي لوكيزي وASD Martina Calcio 1947 ‏.

## وصلات خارجية
- ايفان كاستيليا على موقع قاعدة بيانات كرة القدم.إي يو (الإنجليزية)
- ايفان كاستيليا على موقع عالم كرة القدم.نت (الإنجليزية)